# علي رياح
علي رياح صحافي رياضي عراقي. من مواليد بغداد. يعمل منتجاً للبرامج في قناة بي إن سبورتس العربية منذ عام 2006 بعد أن كان مراسلا رياضيا لـقناة الجزيرة الأخبارية منذ تأسيسها في الأول من تشرين الثاني / نوفمبر عام 1996 [بحاجة لمصدر]، ثم عمل مراسلاً للجزيرة الرياضية بعد تأسيسها في تشرين الثاني / نوفمبر عام 2003.

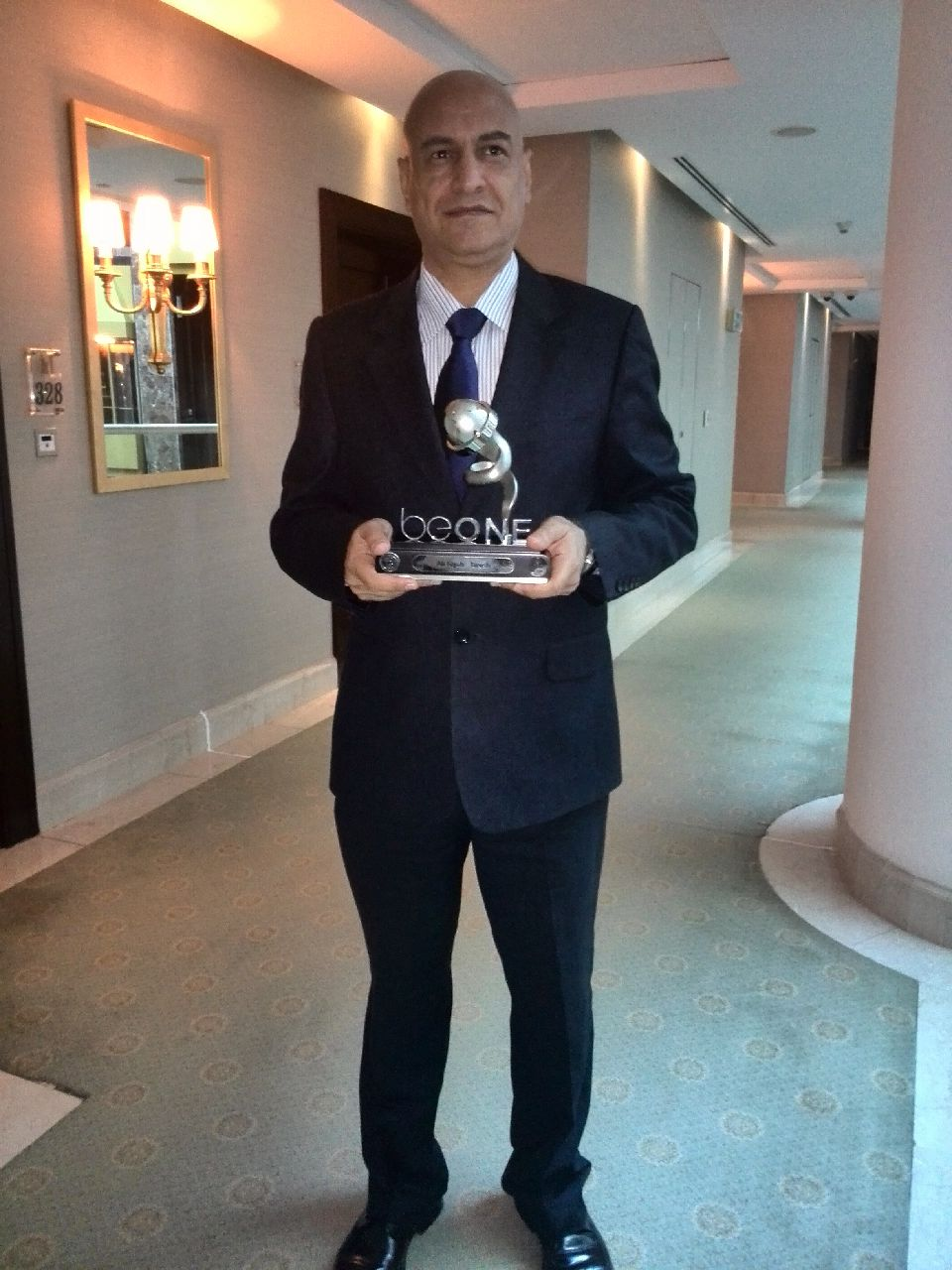
علي رياح وجائزة الابداع من شبكة قنوات بي إن سبورتس

عمل محرراً في مجلات صوت الطلبة والمرأة والشباب بداية الثمانينيات من القرن العشرين [بحاجة لمصدر]، ثم عمل محررا في جريدة البعث الرياضي التي تأسست مطلع حزيران / يونيو عام 1984، ثم انتقل للعمل في جريدة القادسية اليومية منذ عام 1988 وحتى عام 2003 [بحاجة لمصدر] ..
أسهم في إصدار جريدة (الزوراء) التي كانت تصدر عن نادي الزوراء الرياضي العراقي وكان سكرتيرا لتحريرها..
أسهم بشكل فاعل في تأسيس جريدة سبورت الرياضية العراقية عام 2003 والتي توقفت عام 2005 وكان رئيساً لتحريرها.
تولى مسؤولية الإشراف العام على جريدة (الملاعب) اليومية الصادرة عن اللجنة الاولمبية العراقية بين عامي 2009و2010
أسهم في إصدار جريدة (مونديال) الرياضية العراقية التي صدرت في بغداد في آذار 2010 وكان رئيس تحريرها بين عامي 2010 و2012.
تولى رئاسة تحرير مجلة (البطل) الرياضية بين عامي 2010 و2015
تولى رئاسة تحرير جريدة (أسبوع البطل) التي صدرت عام 2011 ومازال يتبوأ هذا الموقع.
شغل موقع مدير إعلام اللجنة الاولمبية العراقية والناطق الرسمي باسمها عامي 2009 و2010
شغل موقع المستشار الاعلامي الخاص لرئيس الاتحاد العراقي لكرة القدم بين عامي 2014و2015

عضو عامل في نقابة الصحفيين العراقيين منذ عام 1981 [بحاجة لمصدر] وهو عضو في اتحاد الصحفيين العرب والاتحاد الدولي للصحافة الرياضية منذ عام 1995.
عمل مراسلا لمجلة (الرياضي) الأردنية في بغداد بين عامي 1980 و [بحاجة لمصدر]1983، ثم مراسلا لمجلة (الرياضي العربي)الكويتية بين عامي 1983 و1990 [بحاجة لمصدر].. ومدير لمكتب جريدة الجماهير اليومية الرياضية الكويتية عامي 1985و1986 .. ومراسلا لمجلة (الأهرام) الرياضي المصرية عام 1990 .. ومراسلاً لجريدة (الدستور) الأردنية بين عامي 1991 و1998 [بحاجة لمصدر] ثم مجلة (الصقر) القطرية كمراسل في بغداد ثم محرر في الدوحة بين عام 2000 و2007..
أسهم في تغطية الكثير من الأحداث الرياضية العراقية والعربية والعالمية الكبرى أهمها
بطولة الوحدات الدولية في الأردن عام 1985
مرافقة منتخب العراق في جانب من رحلته في تصفيات كأس العالم 1986
الدورة الرياضية العربية في الأردن 1999
بطولة أبها الدولية في السعودية 2003
أولمبياد اثينا عام 2004
واولمبياد بكين في الصين 2008.
وكاس العالم في جنوب أفريقيا 2010.
دورة الخليج العربي في الدوحة 2004 وعمان 2009 والسعودية 2014
الدورة الرياضية العربية في قطر 2011
نهائيات كأس آسيا في قطر 2011
نهائيات كأس العالم للشباب في تركيا 2013
نهائيات كأس آسيا في أستراليا 2015
كاتب منتظم في العديد من الصحف أبرزها (الصباح) و (الرياضي الجديد) العراقيتان و (العرب) القطرية وجريدة إيلاف الإلكترونية'و (الغد

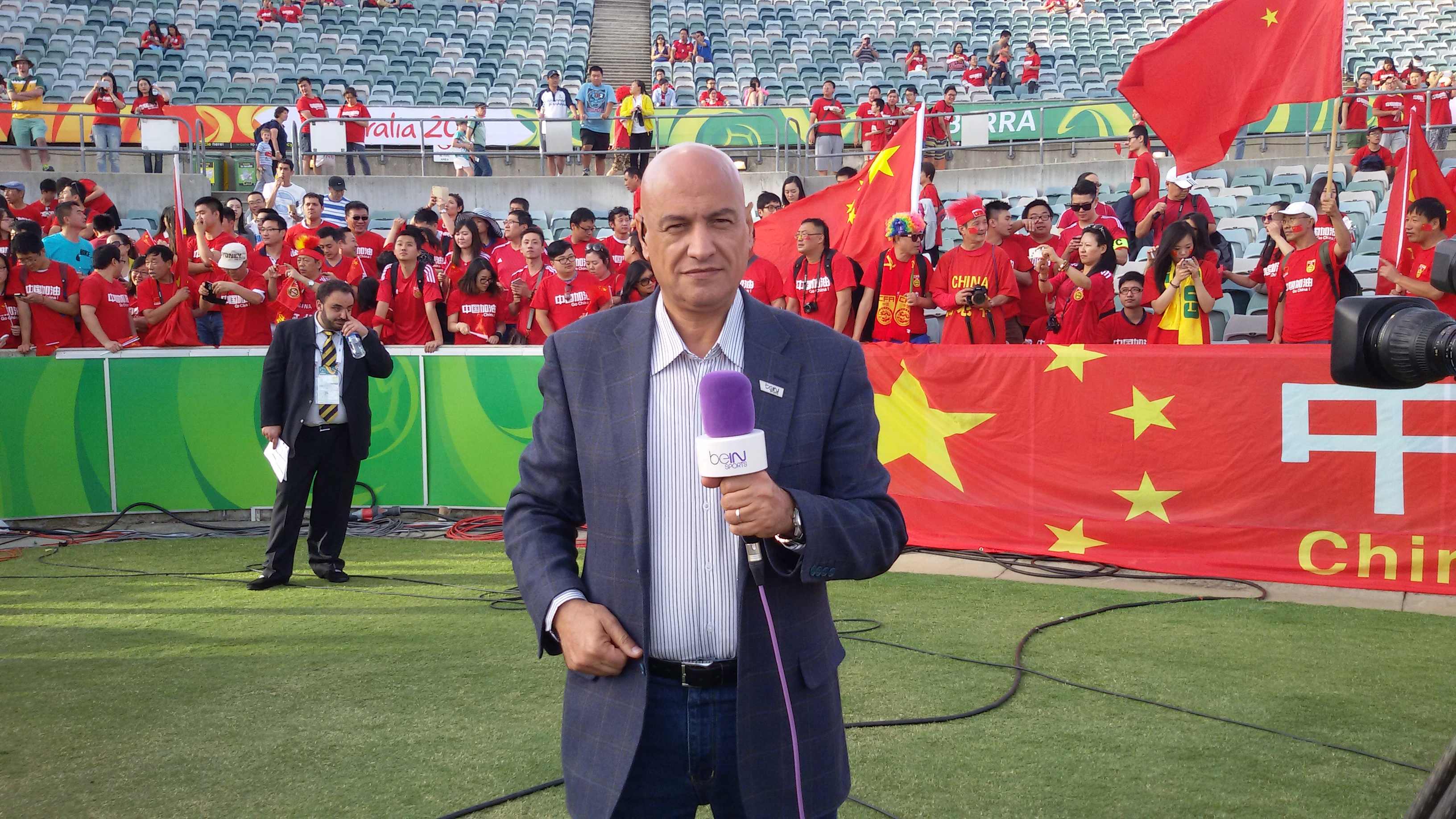
علي رياح في نهائيات أمم آسيا في استراليا 2015

) الأردنية و (المدى) العراقية.

## مولفات رياضية
له مؤلفات رياضية معروفة منها:
- دورات الخليج العربي لكرة القدم ـ صدر عام 1987.[1]
- الالعاب الأولمبية من أثينا إلى سيؤل ـ صدر عام 1987.[2]
- فلاح حسن اللاعب الفنان ـ صدر عام 1988.[3]
- نجوم من دوري الكرة ـ صدر عام 1989.[4]
- مارادونا ساحر الكرة ـ صدر عام 1990.[5]
- كأس العالم:ابطالها قصة العراق و المونديال ـ صدر عام 1990.[6]
- ايام الكرة العراقية ـ صدر عام 2016.[7]
- مباريات على الورق:حواراتي مع نجوم الكرة العراقية ـ صدر عام 2017.[8]
- ايام الكرة العراقية ج2 ـ صدر عام 2018.[9]
- مؤيد البدري ذكرى ـ صدر عام 2019.[10]
- كرة القدم ـ صدر عام 2019.[11]